# Jiangsu Nuzi Paiqiu Dui 2012-2013
Questa voce raccoglie le informazioni riguardanti lo Jiangsu Nuzi Paiqiu Dui nelle competizioni ufficiali della stagione 2012-2013.

## Organigramma societario
Area tecnica
- Allenatore: Xue Yongye

## Rosa
| N° | Nome          | Ruolo | Data di nascita   | Nazionalità sportiva |
| -- | ------------- | ----- | ----------------- | -------------------- |
| 1  | Yao Liyun     | S     | 17 febbraio 1991  | Cina                 |
| 2  | Lu Qian       | S     | 24 novembre 1984  | Cina                 |
| 3  | Li Hui        | P     | 19 gennaio 1990   | Cina                 |
| 4  | Hui Ruoqi     | S     | 4 marzo 1991      | Cina                 |
| 5  | Wang Tingting | C     | 20 gennaio 1993   | Cina                 |
| 6  | Xu Lingli     | C     | 9 aprile 1991     | Cina                 |
| 7  | Zhai Tingli   | S     | 2 novembre 1988   | Cina                 |
| 8  | Chen Zhan     | L     | 11 ottobre 1990   | Cina                 |
| 9  | Chen Yayun    | S     | 10 settembre 1991 | Cina                 |
| 10 | Jaing Qianwen | C     | 27 gennaio 1992   | Cina                 |
| 11 | Chen Jing     | C     | 8 febbraio 1993   | Cina                 |
| 12 | Zhao Jingxue  | P     | 12 gennaio 1993   | Cina                 |
| 13 | Wang Wei      | S     | 1º gennaio 1989   | Cina                 |
| 14 | Ding Weiming  | P     | 23 maggio 1995    | Cina                 |
| 15 | Diao Linyu    | P     | 7 aprile 1994     | Cina                 |
| 16 | Gu Wenting    | C     | 11 luglio 1995    | Cina                 |
| 17 | Xue Xiaoyan   | C     | 16 febbraio 1989  | Cina                 |
| 18 | Wang Zunyi    | L     | 8 aprile 1992     | Cina                 |